# Temporada 1954-55 de los Syracuse Nationals
La temporada 1954-55 fue la 6.ª de los Syracuse Nationals en la NBA. La temporada regular acabó con 43 victorias y 29 derrotas, ocupando la primera posición de la División Este y clasificándose para los playoffs, en los que llegaron a las finales, resultando campeones tras derrotar a los Fort Wayne Pistons.

## Elecciones en elDraft
| Ronda | Puesto | Jugador     | Posición  | Nacionalidad   | Universidad |
| ----- | ------ | ----------- | --------- | -------------- | ----------- |
| 1     | 6      | Red Kerr    | Pívot     | Estados Unidos | Illinois    |
| 2     | 15     | Dick Farley | Escolta   | Estados Unidos | Indiana     |
| 3     | 24     | Jim Tucker  | Ala-pívot | Estados Unidos | Duquesne    |

## Temporada regular
| División Este         | División Este | División Este | División Este | División Este | División Este | División Este | División Este | División Este |
| Equipo                | G             | P             | %             | PD            | Casa          | Fuera         | Neutral       | Div           |
| --------------------- | ------------- | ------------- | ------------- | ------------- | ------------- | ------------- | ------------- | ------------- |
| x-Syracuse Nationals  | 43            | 29            | .597          | –             | 25–7          | 10–17         | 8–5           | 21–15         |
| x-New York Knicks     | 38            | 34            | .528          | 5             | 17–9          | 8–17          | 13–8          | 15–21         |
| x-Boston Celtics      | 36            | 36            | .500          | 7             | 21–5          | 4–22          | 11–9          | 19–17         |
| Philadelphia Warriors | 33            | 39            | .458          | 10            | 14–5          | 6–20          | 13–14         | 17–19         |
| Baltimore Bullets     | 3             | 11            | .214          | 11            | ---           | ---           | ---           | ---           |

## Playoffs

### Finales de División
Syracuse Nationals – Boston Celtics
| Fecha       | Partido                                        | Ciudad   |
| ----------- | ---------------------------------------------- | -------- |
| 22 de marzo | Syracuse Nationals 110, Boston Celtics 100     | Siracusa |
| 24 de marzo | Syracuse Nationals 116, Boston Celtics 110     | Siracusa |
| 26 de marzo | Boston Celtics 100, Syracuse Nationals 97 (OT) | Boston   |
| 27 de marzo | Boston Celtics 94, Syracuse Nationals 110      | Boston   |
|             | Syracuse gana las series 3–1                   |          |

### Finales de la NBA
Syracuse Nationals – Fort Wayne Pistons
| Fecha       | Partido                                        | Ciudad       |
| ----------- | ---------------------------------------------- | ------------ |
| 31 de marzo | Syracuse Nationals 86, Fort Wayne Pistons 82   | Siracusa     |
| 2 de abril  | Syracuse Nationals 87, Fort Wayne Pistons 84   | Siracusa     |
| 3 de abril  | Fort Wayne Pistons 96, Syracuse Nationals 89   | Indianápolis |
| 5 de abril  | Fort Wayne Pistons 109, Syracuse Nationals 102 | Indianápolis |
| 7 de abril  | Fort Wayne Pistons 74, Syracuse Nationals 71   | Indianápolis |
| 9 de abril  | Syracuse Nationals 109, Fort Wayne Pistons 104 | Siracusa     |
| 10 de abril | Syracuse Nationals 92, Fort Wayne Pistons 91   | Siracusa     |
|             | Syracuse gana las finales 4–3                  |              |

## Estadísticas
| Rk | Jugador         | Edad | P  | PT | MP   | TC  | TCI  | %TC  | 3P | 3PI | %3P | TL  | TLI | %TL  | RO | RD | RT   | AS  | RB | TAP | BP | FP  | PTS  |
| 1  | Dolph Schayes   | 26   | 72 |    | 35.1 | 5.9 | 15.3 | .383 |    |     |     | 6.8 | 8.2 | .833 |    |    | 12.3 | 3.0 |    |     |    | 3.4 | 18.5 |
| 2  | Paul Seymour    | 27   | 72 |    | 41.0 | 5.2 | 14.4 | .362 |    |     |     | 4.2 | 5.1 | .811 |    |    | 4.3  | 6.7 |    |     |    | 1.9 | 14.6 |
| 3  | Red Rocha       | 31   | 72 |    | 34.3 | 4.1 | 11.1 | .368 |    |     |     | 3.1 | 3.9 | .782 |    |    | 6.8  | 2.5 |    |     |    | 3.4 | 11.3 |
| 4  | Red Kerr        | 22   | 72 |    | 21.2 | 4.2 | 10.0 | .419 |    |     |     | 2.1 | 3.1 | .682 |    |    | 6.6  | 1.1 |    |     |    | 2.3 | 10.5 |
| 5  | Earl Lloyd      | 26   | 72 |    | 30.7 | 4.0 | 10.9 | .365 |    |     |     | 2.2 | 2.9 | .750 |    |    | 7.7  | 2.1 |    |     |    | 3.9 | 10.2 |
| 6  | George King     | 26   | 67 |    | 30.1 | 3.4 | 9.0  | .377 |    |     |     | 2.1 | 3.4 | .611 |    |    | 3.4  | 4.9 |    |     |    | 2.2 | 8.9  |
| 7  | Billy Kenville  | 24   | 70 |    | 19.7 | 2.5 | 6.9  | .357 |    |     |     | 2.2 | 2.9 | .766 |    |    | 3.5  | 2.1 |    |     |    | 1.9 | 7.1  |
| 8  | Dick Farley     | 22   | 69 |    | 16.1 | 2.0 | 5.1  | .385 |    |     |     | 2.0 | 2.9 | .677 |    |    | 2.4  | 1.6 |    |     |    | 2.1 | 5.9  |
| 9  | Bill Gabor      | 32   | 3  |    | 15.7 | 2.3 | 7.3  | .318 |    |     |     | 1.0 | 1.7 | .600 |    |    | 1.7  | 3.7 |    |     |    | 2.0 | 5.7  |
| 10 | Jim Tucker      | 22   | 20 |    | 14.4 | 2.0 | 5.8  | .336 |    |     |     | 1.4 | 1.9 | .711 |    |    | 4.9  | 0.6 |    |     |    | 2.5 | 5.3  |
| 11 | Wally Osterkorn | 26   | 19 |    | 15.1 | 1.1 | 5.1  | .206 |    |     |     | 0.8 | 1.7 | .500 |    |    | 3.7  | 0.9 |    |     |    | 1.7 | 2.9  |
| 12 | Jackie Moore    | 22   |    |    |      |     |      |      |    |     |     |     |     |      |    |    |      |     |    |     |    |     |      |
| 13 | Connie Simmons  | 29   |    |    |      |     |      |      |    |     |     |     |     |      |    |    |      |     |    |     |    |     |      |

## Galardones y récords
| Jugador       | Galardón                    |
| Dolph Schayes | Mejor quinteto de la NBA    |
| Paul Seymour  | 2º Mejor quinteto de la NBA |